# Gmina Gniew
Die Gmina Gniew ['gmina ɡɲef] ist eine Stadt-und-Land-Gemeinde im Powiat Tczewski der Woiwodschaft Pommern in Polen. Ihr Sitz ist die gleichnamige Kleinstadt (deutsch Mewe) mit etwa 6800 Einwohnern.

## Geographie
Die Gemeinde liegt im ehemaligen Westpreußen im Tal der unteren Weichsel, 60 Kilometer südöstlich von Danzig und 30 Kilometer nördlich von Grudziądz (Graudenz).
Das Gemeindegebiet mit einer Fläche von 194,78 km² erstreckt sich links der Weichsel und wird von Norden nach Süden von der Staatsstraße Droga krajowa 1 durchzogen. Zu den Gewässern gehört auch die Wierzyca (Ferse).

## Geschichte
Nach dem Ersten Weltkrieg wurde das Gebiet 1920 an Polen abgetreten, es gehörte zum Polnischen Korridor.
Die Gemeinde gehörte von 1975 bis 1998 zur Woiwodschaft Danzig.

### Partnerschaften
Die Gmina Gniew unterhält mit folgenden Gemeinden Partnerschaften:
- Castelmassa, Italien
- Ovidiopol, Ukraine
- Pelplin, Polen

## Gliederung
Die Stadt-und-Land-Gemeinde hat mehr als 15.000 Einwohner und gliedert sich neben dem gleichnamigen Hauptort in 19 Dörfer mit Schulzenamt:
| - Brody Pomorskie (Deutsch Brodden) - Ciepłe (Warmhof) - Gogolewo - Jaźwiska (Jesewitz) - Jeleń (Jellen) - Kolonia Ostrowicka (Kolonie Osterwitt) - Kuchnia (Küche) | - Kursztyn (Kurstein) - Nicponia (Nichtsfelde) - Opalenie (Münsterwalde) - Piaseczno (Pehsken) - Pieniążkowo (Pienonskowo) - Polskie Gronowo (Polnisch Grünhof) | - Półwieś (Halbdorf) - Rakowiec (Rakowitz) - Szprudowo (Sprauden) - Tymawa (Thymau) - Widlice (Fiedlitz) - Wielkie Walichnowy (Groß Falkenau) |

Ein ehemaliger Ort ist das Dorf Karwiese, das in der Stadt Mewe aufgegangen ist.